# Thương con cá rô đồng
Thương con cá rô đồng là một bộ phim truyền hình được thực hiện bởi Mega GS do Hoàng Tuấn Cường làm đạo diễn. Phim phát sóng vào lúc 14h00 thứ 7, Chủ Nhật hàng tuần bắt đầu từ ngày 2 tháng 5 năm 2021 và kết thúc vào ngày 18 tháng 9 năm 2021 trên kênh VTV3.

## Nội dung
Thương con cá rô đồng xoay quanh Thương cùng những người em của mình là Nhớ, Thiệt, Lắm, Lành. Mồ côi cha mẹ từ bé, Thương luôn phải thay mẹ cha chăm sóc cho những đứa em thơ dại. Hạnh phúc riêng của cô cũng vì thế mà đầy bấp bênh khi những tình huống éo le liên tiếp xảy ra với chị em Thương và sự chèo chống của người chị để che chở cho các em...

## Diễn viên
- Lê Phương trong vai Thương[5]
- Quốc Huy trong vai  Đạo / Thiệt[6]
- Huỳnh Như Đan trong vai Nhớ[6]
- Quang Thái trong vai Lắm[1]
- Hoàng Yến trong vai Lành[1]
- Hạnh Thúy trong vai Bà Tư Diệu[1]
- Thanh Thức trong vai Chơn[6]
- Đình Hiếu trong vai Ông Lưu
- Hoàng Trinh trong vai Bà Tiền
- Tuấn Anh trong vai Khang
- Thành Được trong vai Mạnh
- Ngân Quỳnh trong vai Dì Nhã
- Trang Tuyền trong vai Nhung
- Huyền Diệu trong vai Thương lúc nhỏ
- Thảo Nguyên trong vai Nhớ lúc nhỏ
- Đình Lộc trong vai Lắm lúc nhỏ
- Thanh Tú trong vai Thiệt lúc nhỏ
- Lê Mạnh Phương trong vai Hải Đen
- Phi Điểu trong vai Bà Ba Rạng
- Thư Nguyễn trong vai Quỳnh
- Đinh Hữu Tài trong vai Lực
- Cao Phương Thúy vai Thúy Vy

Cùng một số diễn viên khác...

## Ca khúc trong phim
Bài hát trong phim là ca khúc "Thương con cá rô đồng" do Lex Vũ, Thanh Tâm sáng tác và Lê Phương thể hiện.

## Giải thưởng
| Năm  | Giải thưởng                             | Hạng mục                  | (Người) đề cử | Kết quả | Tham khảo |
| ---- | --------------------------------------- | ------------------------- | ------------- | ------- | --------- |
| 2021 | Ấn tượng VTV                            | Phim truyền hình ấn tượng | —             | Đề cử   | [ 8 ]     |
| 2021 | Giải Hội Điện ảnh Thành phố Hồ Chí Minh | Phim truyền hình          | —             | Giải B  | [ 9 ]     |
| 2021 | Giải Mai Vàng                           | Nữ diễn viên truyền hình  | Lê Phương     | Đề cử   | [ 10 ]    |